# مهرجان البحر والحرية
مهرجان البحر والحرية هو مهرجان موسيقي سنوي يُنظمه معهد إدوارد سعيد الوطني للموسيقى في قطاع غزة سنوياً. يهدف إلى نشر الثقافة الموسيقية وتعزيز الأمل والفرح بين سكان القطاع خاصة الأطفال، من خلال تقديم عروض موسيقية متنوعة تشمل الفولكلور والأغاني الوطنية وأخر مرة تم عرض الدورة السادسة من المهرجان تحت شعار "غزة تُحب الحياة" في أكتوبر 2021. يشمل المهرجان أيضاً أنشطة مثل "باص الموسيقى"، حيث يتنقل الباص بين محافظات غزة الخمس لتقديم عروض موسيقية للأطفال بهدف نشر الفرح والتخفيف من آثار الحصار والعدوان. يُقام المهرجان في أماكن مختلفة داخل غزة، مثل قاعات جمعية الهلال الأحمر الفلسطيني.

## فعالياته
يشارك بالمهرجان عبر دوراته مجموعة متنوعة من الفنانين والفرق الموسيقية، من أبرزهم:
- فرقة غزة للموسيقى العربية (الأوركسترا)، قدمت عروضًا موسيقية متنوعة باستخدام آلات مثل القانون، الناي، العود، والجيتار.
- فرقة وتر باند، إحدى الفرق الشابة التي استضافها المهرجان.
- فرقة ترتيم للطبول، وهي فرقة تابعة للمعهد، وشاركت في تقديم عروض إيقاعية مميزة.
- فرقة دواوين، أدت عروضًا موسيقية خلال الحفل الختامي للمهرجان في إحدى دوراته.

بالإضافة إلى هذه الفرق، شارك في المهرجان عدد من المواهب الشابة وطلبة المعهد، مثل جوقة غزة تغني، التي تضم مئات الأطفال من مدارس الأونروا في محافظات قطاع غزة.